# 十字屋テレビショッピング
『十字屋テレビショッピング』（じゅうじや-）とはかつて放送されていた百貨店の十字屋提供の通販番組（ミニ番組）。山形テレビ（YTS）版と山形放送（YBC）版の2バージョンが存在し、前者は東北のFNS、後者はNNSで放送。
どちらも十字屋山形店（2018年1月閉店）があった山形県の民放テレビ局での放映であった。
十字屋の商品である羽毛布団や紳士服のほか、十字屋店舗でのイベントや催事を紹介することもあった。
山形テレビ制作分については、1993年4月のフジテレビ系列からテレビ朝日系列へのネットチェンジ後も、フジテレビ系列のネット局で継続して放映された。

## 司会

### 山形テレビ制作版

#### 1980年代中盤頃
- 天池眞樹（当時山形テレビアナウンサー）
- 阿部泰子（同上） - 「あべやすこ」と表記

#### 1990年代頃
- 宮嶋千佳子（フリーアナウンサー）

## ネット局

### 1980年代時点
放送時間は1983年12月時点のもの
山形テレビ版
- 山形テレビ（YTS、キー局・15:55）
- 青森テレビ（ATV・1983年12月5日～・16:55[2]）
- 岩手放送（IBC・9:55）
- 仙台放送（OX・9:55、12:55）- 1984年4月から1年間は『森田一義アワー 笑っていいとも!』とのオムニバス形式扱いとして12:00から4分間放送[3]。
- 秋田テレビ（AKT・12:55） - 同上[3]。
- 福島テレビ（FTV） - 1983年10月から1984年3月までは、12:55に放送。その後、平日13:30からの東海テレビ制作の昼枠ドラマ後に放送。
- 新潟総合テレビ（NST・14:51）

山形放送版
- 山形放送（YBC、キー局・12:55）
- 青森放送（RAB・1983年12月5日～・12:55[2]）
- テレビ岩手（TVI・13:55）
- ミヤギテレビ（MMT・16:55）
- 秋田放送（ABS・15:55）
- 福島中央テレビ（FCT・12:55）

### 1990年代時点
山形テレビ版
- 山形テレビ（制作局） - ネットチェンジ後も制作継続及びネット継続。
- IBC岩手放送 - 岩手めんこいテレビ開局後も引き続き放送。
- 仙台放送
- 秋田テレビ
- 福島テレビ
- 新潟総合テレビ

山形放送版
- 山形放送（制作局）
- 青森放送
- テレビ岩手
- ミヤギテレビ
- 秋田放送
- 福島中央テレビ